# Zavino
Zavino – miejscowość w Słowenii w gminie Ajdovščina.